# Contacto (programa de televisión)
Contacto fue un programa de televisión chileno de investigación, emitido por Canal 13 entre 1991 y 2016. El 2 de mayo de 2012 se transformó en una sección dentro del noticiero central del canal, Teletrece, presentado por Emilio Sutherland. En julio de 2013 volvió en horario prime como programa autónomo, al igual que en sus comienzos. El 2015 pasó a ser sólo una sección aparte de Teletrece hasta el 2016 donde fue su última temporada de emisión.
Otros programas de este género en la televisión chilena son Informe especial, En la mira y Aquí en vivo.

## Historia
Desde su inicio el 7 de agosto de 1991, Contacto desarrolló un gran nivel de credibilidad, debido a la calidad de sus reportajes, que han abarcado desde la biografía de Mozart, hasta las escandalosas denuncias realizadas en las últimas temporadas. Durante sus 15 primeras temporadas fue conducido por la periodista Mercedes Ducci (que antes había presentado Temas en TVN), pero a partir del 19 de junio de 2007 fue reemplazada por el periodista Iván Valenzuela; su última temporada en 2011, antes de convertirse en parte del noticiero central Teletrece, la conductora fue la periodista Pilar Rodríguez Birrell.
En septiembre de 2011, Raúl Celpa, presidente de la Comisión Nacional Unitaria de Exonerados y ex Presos Políticos, acusó a René Cortázar, entonces presidente del directorio de Canal 13, de haber censurado un capítulo de Contacto donde se develaban casos de corrupción en las leyes que benefician a víctimas de violaciones a los derechos humanos.
A fines de 2011, Canal 13 decidió suprimir su Área de Reportajes; el equipo que realizaba Contacto, y el programa fueron asignados al Departamento de Prensa de la estación. Sin embargo, el 6 de febrero de 2012 se informó que el programa será sacado de la parrilla programática del año, tras 20 años de emisión. El miércoles 2 de mayo de 2012, Contacto pasó a ser una sección del noticiero central Teletrece, siendo presentada por Emilio Sutherland, pero a pocos días de su estreno, el martes 8 de mayo, estalla un nuevo escándalo cuando los trabajadores del Departamento de Prensa emitieron una declaración en la que rechazaron "la censura aplicada a un reportaje que daba a conocer la discriminación que sufren trabajadoras de casa particular". Patricio Ovando, director de Prensa, y Pilar Rodríguez, editora general de Reportajes del canal, al que los trabajadores manifestaron su "total respeto, agradecimiento y respaldo", renunciaron.
En 2013 el programa recuperó su carácter de independiente y el martes 2 de julio salió al aire en horario central, inmediatamente después de la telenovela Las Vega's. Conducido por el periodista Emilio Sutherland, conductor también de En su propia trampa. El tema del primer capítulo de la nueva temporada fueron "los cobros indebidos y engaños que realizan algunos call centers a través de sus llamadas".

## Capítulos destacados

### Chile: Paraíso de pedófilos
Memorable es el capítulo emitido el 2 de julio de 2002, donde la periodista Carola Fuentes siguió de cerca al ahora conocido pederasta denominado Sakarach, colaborando con su posterior captura. La profesional consiguió arrendar una cabaña contigua a la que el pedófilo habitó junto a dos niños en Isla Negra, V Región. Ahí, ella y su equipo, lograron escuchar cómo el hombre los obligaba a beber alcohol. Ya a la hora de cenar y con la orden judicial en las manos, la policía entró a la morada que usaban "Sakarach" y los niños. En el lugar se encontró una cámara fotográfica que contenía las imágenes que el propio pederasta había tomado a los niños desnudos. Los menores se notaban cansados debido a las pastillas de Diazepam que, según ellos, el pedófilo les había administrado "para el resfriado". La detención de Sakarach se produce el sábado 18 de mayo de 2002. 

### El mayor secreto deColonia Dignidad
Otro capítulo que dio mucho que hablar ocurrió en marzo de 2005, cuando la misma periodista encargada de desenmascarar a Sakarach, logró encontrar, de la mano de la policía, al prófugo alemán Paul Schäfer en Argentina. Todo el proceso fue exhibido en el episodio El mayor secreto de Colonia Dignidad. Durante años la justicia chilena intentó hallar al prófugo responsable de terribles brutalidades sufridas por los habitantes del fundo germano en el sur de Chile. Varios allanamientos no daban resultado, hasta que el equipo periodístico investigó y logró dar con el paradero del anciano delincuente. Se encontraba en Argentina, acostado en su cama y aparentemente dopado. No opuso resistencia alguna mientras la policía lo inspeccionaba. Sólo se limitó a preguntar: "¿Por qué?".

### Chilenos en el infierno
Un testimonio periodístico único de gran valor. Río de Janeiro es un destino paradisiaco que alberga maravillas como Pan de Azúcar o Copacabana. Una ciudad que cuenta con cinco universidades. También es uno de los lugares más peligrosos del mundo donde el veinte por ciento de sus casi siete millones de habitantes vive en las favelas. Un laberinto de callejones sin nombre donde la droga y la prostitución se emboscan en cada esquina. El periodista chileno Roberto Cabezas vivió en una ellas durante tres meses para realizar este reportaje de televisión.

## Competencia
Hay algunos programas periodísticos que tienen la misma temática de Contacto, como Informe especial (TVN), Aquí en vivo (Mega) y En la Mira (Chilevisión).
Sólo en el 2006, los cuatro programas coincidieron en dedicar un capítulo a un mismo tema (el mal funcionamiento de los servicios técnicos de electrodomésticos).

## Polémica por censura de un capítulo
El martes 30 de julio de 2013, tras el cuarto capítulo, el programa Contacto volvió a estar en el "ojo del huracán", debido a que última hora se dio la orden de no emitir el episodio de ese mismo día, que giraría en torno a los aceites y productos con que se trabaja en algunos locales de comida rápida. Si bien Canal 13 no informó oficialmente a qué se debió esta decisión, han circulado varias versiones, como que los mandamases de la estación pidieron mayores pruebas y más calidad al reportaje, por lo que no alcanzó a estar a tiempo para salir al aire. Por otra parte, se aduce que hubo ciertas presiones, internas y externas, en razón de lo que mostraría el episodio. Esto, a nivel de auspiciadores y ejecutivos.
Pese a que esta censura generó la ira de los televidentes que ven el programa manifestándose en redes sociales y pidiendo explicaciones a la estación televisiva por sacar el capítulo, el canal no emitió ningún comunicado oficial sobre la verdadera razón de la censura. En su reemplazo, se dio un capítulo de larga duración de la teleserie nocturna Soltera otra vez 2. Esta no es la primera vez que se censuran episodios/reportajes en el canal de Luksic, hace un tiempo se prohibió exhibir un capítulo de En su propia trampa que trataba de desenmascarar a un cura fraudulento. Cabe destacar que finalmente el episodio fue emitido tras la mediación del presidente del directorio del canal, Nicolás Eyzaguirre.

## Temporada: 2013
| Programa | Fecha                | Índice de audiencia | ¿Le ganó a la competencia? | Programas y canales con los que compitió              | Índice de audiencia de la competencia |
| -------- | -------------------- | ------------------- | -------------------------- | ----------------------------------------------------- | ------------------------------------- |
| 1        | 2 de julio de 2013   | 17.4                | Sí                         | El club de la comedia (Chilevisión)                   | 16.7                                  |
| 2        | 9 de julio de 2013   | 21.0                | Sí                         | El club de la comedia (Chilevisión)                   | 15.2                                  |
| 3        | 16 de julio de 2013  | 22.5                | Sí                         | El club de la comedia (Chilevisión)                   | 13.3                                  |
| 4        | 23 de julio de 2013  | 19.1                | Sí                         | El club de la comedia (Chilevisión) y El barco (Mega) | 15.1 y 13.9                           |
| 5        | 6 de agosto de 2013  | 25.2                | Sí                         | El club de la comedia (Chilevisión) y El barco (Mega) | 12.9 y 13.2                           |
| 6        | 13 de agosto de 2013 | 20.0                | Sí                         | El club de la comedia (Chilevisión) y El barco (Mega) | - y -                                 |